# Allium dolichostylum
Allium dolichostylum — вид рослин з родини амарилісових (Amaryllidaceae); поширений від Середньої Азії до Пакистану.

## Опис
Цибулина яйцювата, довжиною 3–4 см; зовнішні оболонки коричнюваті. Стеблина 30–50 см заввишки. Листків 3–4, лінійні, 1 мм завширшки, жолобчасті. Зонтики густоквіткові. Листочки оцвітини пурпурні, 8–10 мм завдовжки, від вузько яйцюватих до ланцетоподібних, верхівки гострі, жилки темного кольору.

## Поширення
Поширення: Афганістан, Казахстан, Киргизстан, Пакистан, Узбекистан.